# At-Tall (Syrien)
At-Tall (arabisch التل, DMG at-Tall ‚der Hügel‘; auch Al-Tall, Al Tall oder Al Tal) ist eine Stadt im Gouvernement Rif Dimaschq im Süden von Syrien.
Sie ist die Hauptstadt des gleichnamigen Verwaltungseinheit at-Tall und hat etwa 44.597 Einwohner (Zensus 2004). Die Mehrheit der Bewohner sind Sunniten.
Die Stadt liegt nördlich von Damaskus im Anti-Libanon Gebirge auf 1000 Meter Höhe.
Im Jahr 1981 hatte die Stadt 18.198 Bewohner.

## Söhne und Töchter der Stadt
- Mohamed Moustafa Mero (1941–2020), Ministerpräsident Syriens